# Suomen Standardisoimisliitto SFS

Logo

Suomen Standardisoimisliitto SFS ry (weitere Eigenbezeichnungen schwedisch Finlands Standardiseringsförbund und englisch Finnish Standards Association) ist die zentrale Normungsorganisation in Finnland. Sie ist Mitglied der ISO und des CEN und vertritt Finnland in diesen Organisationen. Sie ist sowohl für nationale Normen als auch für die Übernahme und Übersetzung internationaler Normen zuständig.